# 챔피언쉽 매니저 2002 K-리그
챔피언쉽 매니저 2002 K-리그는 스포츠 인터랙티브에서 발매한 축구 시뮬레이션 게임 시리즈 '챔피언쉽 매니저'의 01/02시즌 버전의 대한민국 정식 발매판이다. 2002년 FIFA 월드컵을 전후로 프로야구게임 시리즈로 유명한 사내스포츠가 국내 유통을 맡아 PC버전이 발매되었다. 이 게임은 발매된 지 오랜 시간이 지났음에도 불구, 차기 시리즈인 풋볼 매니저의 게임 시스템에 적응하지 못한 많은 게이머들이 각종 로스터 패치를 통해 즐기고있다. 2009년에는 에이도스에서 챔피언쉽 매니저 2001/2002을 자유롭게 다운받을 수 있도록 하였다.

## 수록된 리그
27개국의 100여가지 상위, 하위 리그 중에서 팀을 선택해 플레이할 수 있다. 대한민국을 제외한 전 세계 정식 발매판인 챔피언쉽 매니저 01/02에서는 원래 대한민국의 K리그를 제외한 26개국의 리그만을 선택할 수 있었지만 최종패치인 3.9.68패치를 통해 K리그가 추가되어 선택할 수 있게되었고, 이를 통해 K리그는 CM시리즈에 처음으로 등장했다. 챔피언쉽 매니저 2002 K-리그에서 플레이 가능한 리그는 다음과 같다.

### 유럽
- 벨기에
- 크로아티아
- 덴마크
- 잉글랜드
- 핀란드
- 프랑스
- 독일
- 그리스
- 이탈리아
- 네덜란드
- 북아일랜드
- 노르웨이
- 폴란드
- 포르투갈
- 아일랜드
- 러시아
- 스코틀랜드
- 스페인
- 스웨덴
- 튀르키예
- 웨일스

### 다른 대륙의 국가들
- 브라질
- 아르헨티나
- 대한민국
- 일본
- 오스트레일리아
- 미국

## 비판
몇몇 게이머들은 전작과 비교해 별로 향상되지 않은 단순한 그래픽을 비판했다. 어떤이들은 너무 쉬운 난이도에 대해서도 문제점을 지적했다(예를 들어, 게이머 스스로 별다른 전술을 짤 필요없이 기본전술 중 하나인 4-1-3-2로 전술을 지정해놓기만해도 괜찮은 성적을 낼 수 있다). 
3.9.68 공식패치 이후 생성되는 '치트 선수'도 많은 논란을 불어일으켰다.

### 3.9.68패치 치트 선수
이 시리즈의 가장 큰 논란거리는 아마도 3.9.68 공식패치 이후 '치트선수'(대한민국 CM게이머 사이에서는 '괴물 선수'로 불리었다.)가 생성되는 것에서 발생했을것이다. 괴물 선수는 실제 축구에서보다 월등히 높은 능력치를 나타내고 있거나, 아예 존재하지 않는 가상의 선수를 말한다. 이 선수들은 게임안에서 이적료가 매우 저렴하지만 능력치가 매우 뛰어나 게임을 쉽게 진행하는 데 있어 매우 효과적일 수 있다.
대부분의 치트선수들은 그리스 국적이어서 '그리스 사기 선수'라는 이름으로 불리기도 했다. 대표적인 그리스 사기 선수는 그리스 하위리그에서 활동하는 것으로 나오는 가상의 공격수 Anastasios Skalidis이다. 이 선수는 영입 후 1년 정도의 적응기간에는 부진하지만 적응이 끝나면 폭발적인 득점력을 갖게 된다고 게이머들 사이에 알려져 있다. 또 다른 널리 알려진 그리스 선수로 골키퍼 Dionisis Chiotis가 있는데, 이 선수는 실제 축구 선수이다. 하지만 실제 축구에서의 보통 이하의 실력과는 달리 게임상에서 세계 정상급의 골키퍼 능력을 갖추어 사기 선수로 분류된다.
치트 선수는 이후 그리스 선수뿐만 아니라 스웨덴과 노르웨이 국적을 갖춘 선수도 있는 것으로 밝혀져 외국 게이머들 사이에서는 각각 'Super Swedes', 'Super Norwegians'로 불렸다.

## 대표적인 선수
이 시리즈에서는 원톱과 수비형 미드필더의 능력이 경기 진행에 상당한 역할을 차지하였다.
가장 효과적인 능력을 발휘하는 원톱으로는 뤼트 판 니스텔로이, 루카 토니가 있다. 
대표적인 수비형 미드필더로는 파트리크 비에라가 있으며 게임에서 압도적인 활약을 펼친다.

### 대한민국의 선수
대부분의 대한민국 선수들은 실제 축구의 실력과 비슷한 능력치를 받았지만 몇몇 선수들은 좋은 가격대 성능비를 갖추어 많은 게이머들이 애용했다.
가장 대표적인 선수를 꼽자면 왼쪽 윙백 이영표(안양 LG 치타스)와 수비형 미드필더 김남일(전남 드래곤즈)이 있다.
이 두 선수는 6억원 정도의 낮은 이적료에 비해 좋은 활약을 하기 때문에 재정 상태가 좋지 않은 팀으로 시작하는 많은 게이머들의 영입 대상 1순위였다.
이외에도 박지성(교토 퍼플 상가), 윤정환(세레소 오사카), 현영민(울산 현대 호랑이), 정조국(안양 LG 치타스) 등이 좋은 가격대 성능비를 갖춘 선수이다.

### 치트 선수
다음은 3.9.68 패치 이후 생성되거나 능력치가 대폭 수정되는 치트 선수의 목록이다.
Tó Madeira, Maxim Tsigalko, Sergey Nikiforenko, Ibrahim Said, Dionisis Chiotis, Stilianos Doukas, Giannis Kalogeras, Achileas Kourtoglou, Anastasios Skalidis, Alexandros Papadopoulos, Nikolaos Tobros, Anders Matisen, Kristian Ravneng, Tom Arild Fredriksen, Ole Christian Andersen, Tommy Larsen, Henrik Martinsen, Stig Jensen, Paal "Hyypia" Solie

### 기타
킴 셸스트룀이나 루카 토니는 능력치가 너무 높게 측정했다고 평가되었으나 실제 축구에서 그만큼 성장한 경우이다. 킴 셸스트룀은 실제 실력보다 게임상 능력치가 비상식적으로 높아 스웨덴 사기 선수로 분류되었으나 실제 축구에서 실력이 향상되어 실제 언론으로부터 "스웨덴의 스티븐 제라드"라는 별명을 얻었다. 루카 토니도 유망주이긴 했지만 게임상에서 원톱으로 기용시 세계 최정상급의 활약을 하는 것에 의문이 있었는데, 05/06시즌 31골을 몰아부으며 세리에 A에서 50여 년 만에 한 시즌 30골 이상을 넣은 선수가 되며 자신의 가치를 입증했다.

반면 축구황제 호나우두는 의아하게도 게임상에서 실제만큼의 활약을 하지 못하는 것으로 알려졌다. 또한 웨인 루니와 클라스얀 휜텔라르는 평범 이하 능력치의 유망주로 평가되어있다.

## 커뮤니티
이 시리즈를 CM시리즈 중 최고로 여기는 많은 게이머들은 인터넷 카페를 통해 정보를 교환하거나 선수들의 최신정보가 담겨있는 로스터를 개발하는 등 계속해서 이 게임을 즐기려는 노력을 하고있다. 대한민국의 대표적인 CM 커뮤니티는 없다.
가장 큰 CM 커뮤니티로 알려진 외국사이트 http://www.champman0102.co.uk/ 에 방문하면 최신 로스터와 게임을 다운받을 수 있다.

## 같이 보기
- 풋볼 매니저